# 皮舍尼奇涅 (索洛涅區)
48°5′11″N 34°39′54″E / 48.08639°N 34.66500°E
皮舍尼奇涅（烏克蘭語：Пшеничне）是烏克蘭中部的村莊，隸屬第聶伯羅彼得羅夫斯克州的第聶伯羅區。該村距離諾沃波克羅夫卡2.5公里，海拔高度109米，2001年人口125。